# Autoreference

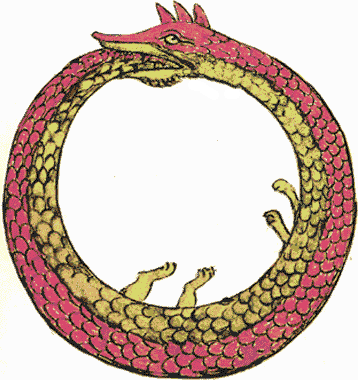
Bájný had Úroboros, který se kouše do ocasu, je symbolem autoreference

Autoreference je přímý nebo nepřímý odkaz (reference) k sobě samému. Mohl by označovat i člověka, který hovoří sám o sobě, ale užívá se obvykle o výpovědích, jež se vztahují samy k sobě. Příkladem je i článek Wikipedie o Wikipedii.

## Autoreferenční výpovědi
Znak se vyznačuje právě tím, že k něčemu odkazuje (něco označuje, znamená, vyjadřuje, symbolizuje). Jazykové výpovědi mohou odkazovat k nejrůznějším skutečnostem nebo představám a ve zvláštním případě i k sobě samým:
„Toto je krátká věta.“
Uvedený příklad je tautologicky pravdivý, následující dva tautologicky nepravdivé:
„Tato věta obsahuje zápor.“
„Tato věta neobsahuje zápor.“
Ve filosofii jazyka se rozlišuje mezi rovinou jazykovou (výpovědi o něčem) a metajazykovou (výpovědi o výpovědích) a autoreferenci lze potom také popsat jako směšování těchto dvou rovin. Ukazovací zájmeno „toto“ běžně znamená odkaz na něco, nač například ukazuji prstem (jazyková rovina). V uvedených příkladech se mu však rozumí jako odkazu na výpověď samu – a tedy jako výpovědi metajazykové.

## Příbuzné jevy
Belgický malíř René Magritte se proslavil obrazem, na němž je namalována dýmka a pod ní nápis: „Toto není dýmka.“  Paradox lze vyložit například tak, že „toto“ je obraz a nikoli dýmka, účinek obrazu se však zakládá na tom, že divák zde paradox cítí.
S autoreferencí souvisí slavný paradox lháře, člověka, který říká „já lžu“: pokud lže, je výpověď pravdivá – a tedy nelže, kdežto pokud nelže, je výpověď nepravdivá – a tedy lže. I zde se ovšem směšuje vlastní „předmět“ jeho výpovědi (to, o čem lže či nelže) s výpovědí o této (nevyslovené) výpovědi.
Před lety[kdy?] bylo na roletě obchodu v pražské Kaprově ulici zvenčí napsáno: „Tato mlékárna není nikdy zavřená.“ Nejvíce utajované dokumenty tajných služeb se prý označují poznámkou: „Před otevřením zničit“. Problémy s autoreferencí mohou nastat v právu, autoreferencí jsou i rekurze v počítačovém kódu
```
funkce F:
  ...
  volej funkci F
```

Širokou oblast obdobných a často paradoxních jevů zpracoval Douglas Hofstadter ve slavné knize Gödel, Escher, Bach.